# 줄리언 펠로스
줄리언 펠로스 남작(Julian Fellowes, Baron Fellowes, 1949년 8월 17일 ~ )은 잉글랜드의 배우, 소설가, 영화 프로듀서, 각본가이다.
2009년 도싯주의 부지사(Deputy Lieutenant)로 임명됐으며, 2011년 보수당 소속으로 상원에 진입하며 종신남작 작위(life peer)를 받았다.

## 작품 목록
- 다운튼 애비 (2019)
- 더 샤페론 (2018)
- 비뚤어진 집 (2017)
- 폼페이: 최후의 날 (2014)
- 로미오 앤 줄리엣 (2013)
- 투어리스트 (2010)
- 시간에서 시간으로 (2009)
- 영 빅토리아 (2009)
- 세퍼레이트 라이즈 (2005)
- 베니티 페어 (2004)
- 고스포드 파크 (2001)
- 리제너레이션 (1997)
- 007 네버 다이 (1997)
- 샤프의 부대 (1996)
- 왕자와 거지 (1996)
- 사베지 하트 (1996)
- 제인 에어 (1996)
- 소공자 (1995)
- 샤프의 소총 (1993)
- 샤도우랜드 (1993)
- 야망을 위한 음모 (1992)
- 데미지 (1992)
- 황금의 눈 (1989)
- 제국의 기사 (1987)
- 아기 공룡 베이비 (1985)
- 진홍의 길로틴 (1982, The Scarlet Pimpernel) - 출연
- 더 벙커 (1981)

### 텔레비전 드라마
- 다운튼 애비 (2010-15) - 총제작, 각본